# Décès en 1033
Décès
- 1029
- 1030
- 1031
- 1032
- 1033
- 1034
- 1035
- 1036
- 1037

Cette page dresse une liste de personnalités mortes au cours de l'année 1033 :

## Jour connu
- 3 mars : Cunégonde de Luxembourg, reine de Germanie, duchesse de Bavière puis impératrice du Saint-Empire.
- 11 ou 12 avril : Merehwit, évêque de Wells[1].
- 17 mai : Almod, abbé du Mont Saint-Michel.
- 19 août : Leofsige, évêque de Worcester[2].

## Jour inconnu
- Abu Talib Yahya (en), imam zaïdiste.
- Ahmad Inaltigin (en), chef militaire turc.
- Baudouin II de Boulogne : comte de Boulogne.
- Ebles Ier de Roucy, comte de Roucy de 1000 à 1033 et archevêque de Reims.
- Frédéric III de Lorraine : comte de Bar et un duc de Haute-Lotharingie (ou de Lorraine).
- Henri Ier de Zutphen, seigneur de Zutphen.
- Hezzelin I (en), noble allemand.
- Hugues II de Meulan, dit Tête d'Ours, vicomte de Vexin.
- Liu (en), impératrice chinoise.
- Melchizedek I de Géorgie (en), patriarche de toute la Géorgie.
- Otto Bolesławowic, duc de Pologne.
- Giovanni Ponzio, cardinal italien.
- Raoul de Beaumont, bénédictin normand, huitième abbé du Mont Saint-Michel.
- Rhydderch ap Iestyn, roi de Glywysing et de Deheubarth.
- Tryggvi, chef Viking.

## Date incertaine
- 3 mars 1033 ou 1039 : Cunégonde de Luxembourg.
- 21 mai 1031/1033 : Archambaud II de Bourbon
- Septembre ou début 1034 : Landolf V de Bénévent, 7e prince lombard de Bénévent.

- Après 1033 :
- Guido d'Arezzo, moine bénédictin italien (° 992).

## Crédit d'auteurs
- Cet article est partiellement ou en totalité issu de l'article intitulé « 1033 » (voir la liste des auteurs).